# 6 Ore di San Paolo 2024
La 6 Ore di Sao Paolo 2024 è stato un evento di corse di auto sportive di resistenza presso il Circuito di Interlagos il 13 luglio 2024: è stata la quinta prova del Campionato del mondo endurance 2024, la quarta edizione dell'evento nell'ambito del campionato.

## Programma
| Data      | Ora             | Ora   | Evento         |
| Data      | (Locale: UTC-3) | ITA   | Evento         |
| --------- | --------------- | ----- | -------------- |
| 12 luglio | 10:45           | 15:45 | Prove libere 1 |
| 12 luglio | 15:15           | 20:15 | Prove libere 2 |
| 13 luglio | 10:30           | 15:30 | Prove libere 3 |
| 13 luglio | 14:30           | 19:30 | Qualifiche     |
| 14 luglio | 11:30           | 16:30 | Gare           |
| Note:     |                 |       |                |

## Elenco iscritti
Il 27 giugno è stato pubblicato l'elenco iscritti mentre il Bop è stato rivelato l'otto luglio. Tra i piloti presenti ritorna Mike Conway sul sedile della Toyota numero 7 dopo aver saltato la 24 Ore di Le Mans per infortunio. Di conseguenza José María López torna in GT3 sulla Lexus numero 87. In GT3 Timur Boguslavskiy viene sostituito da Clemens Schmid sulla Lexus RC F GT3 numero 78, mentre ritorna anche Christian Ried al posto di Giorgio Roda alla guida della Ford Mustang GT3 del team Proton Competition. 
| No. | Squadra                   | Auto                          | Pneumatici | Pilota 1              | Pilota 2           | Pilota 3            |
| --- | ------------------------- | ----------------------------- | ---------- | --------------------- | ------------------ | ------------------- |
| 2   | Cadillac Racing           | Cadillac V-LMDh               | M          | Earl Bamber           | Alex Lynn          |                     |
| 5   | Porsche Penske Motorsport | Porsche 963                   | M          | Michael Christensen   | Matt Campbell      | Frédéric Makowiecki |
| 6   | Porsche Penske Motorsport | Porsche 963                   | M          | André Lotterer        | Laurens Vanthoor   | Kévin Estre         |
| 7   | Toyota Gazoo Racing       | Toyota GR010 Hybrid           | M          | Mike Conway           | Kamui Kobayashi    | Nyck de Vries       |
| 8   | Toyota Gazoo Racing       | Toyota GR010 Hybrid           | M          | Sébastien Buemi       | Brendon Hartley    | Ryō Hirakawa        |
| 11  | Isotta Fraschini          | Isotta Fraschini Tipo 6 LMH-C | M          | Carl Wattana Bennett  | Jean-Karl Vernay   | Antonio Serravalle  |
| 12  | Hertz Jota Sport          | Porsche 963                   | M          | Will Stevens          | Norman Nato        | Callum Ilott        |
| 15  | BMW M Team WRT            | BMW M Hybrid V8               | M          | Dries Vanthoor        | Raffaele Marciello | Marco Wittmann      |
| 20  | BMW M Team WRT            | BMW M Hybrid V8               | M          | Sheldon van der Linde | Robin Frijns       | René Rast           |
| 35  | Alpine Endurance Team     | Alpine A424                   | M          | Paul-Loup Chatin      | Ferdinand Habsburg | Charles Milesi      |
| 36  | Alpine Endurance Team     | Alpine A424                   | M          | Matthieu Vaxivière    | Nicolas Lapierre   | Mick Schumacher     |
| 38  | Hertz Jota Sport          | Porsche 963                   | M          | Oliver Rasmussen      | Philip Hanson      | Jenson Button       |
| 50  | Ferrari AF Corse          | Ferrari 499P                  | M          | Antonio Fuoco         | Nicklas Nielsen    | Miguel Molina       |
| 51  | Ferrari AF Corse          | Ferrari 499P                  | M          | Alessandro Pier Guidi | Antonio Giovinazzi | James Calado        |
| 63  | Lamborghini Iron Lynx     | Lamborghini SC63              | M          | Daniil Kvjat          | Mirko Bortolotti   | Edoardo Mortara     |
| 83  | AF Corse                  | Ferrari 499P                  | M          | Robert Kubica         | Ye Yifei           | Robert Švarcman     |
| 93  | Peugeot TotalEnergies     | Peugeot 9X8                   | M          | Mikkel Jensen         | Jean-Éric Vergne   | Nico Müller         |
| 94  | Peugeot TotalEnergies     | Peugeot 9X8                   | M          | Stoffel Vandoorne     | Paul di Resta      | Loïc Duval          |
| 99  | Proton Competition        | Porsche 963                   | M          | Julien Andlauer       | Neel Jani          |                     |

| No. | Squadra              | Auto                          | Pneumatici | Pilota 1              | Pilota 2           | Pilota 3            |
| --- | -------------------- | ----------------------------- | ---------- | --------------------- | ------------------ | ------------------- |
| 27  | Heart of Racing Team | Aston Martin Vantage GT3 Evo  | G          | Daniel Mancinelli     | Alex Riberas       | Ian James           |
| 31  | Team WRT             | BMW M4 GT3                    | G          | Augusto Farfus        | Sean Gelael        | Darren Leung        |
| 46  | Team WRT             | BMW M4 GT3                    | G          | Valentino Rossi       | Maxime Martin      | Ahmad Al Harthy     |
| 54  | Vista AF Corse       | Ferrari 296 GT3               | G          | Francesco Castellacci | Davide Rigon       | Thomas Flohr        |
| 55  | Vista AF Corse       | Ferrari 296 GT3               | G          | Alessio Rovera        | Simon Mann         | François Heriau     |
| 59  | United Autosports    | McLaren 720S GT3 Evo          | G          | Grégoire Saucy        | Nicolas Costa      | James Cottingham    |
| 60  | Iron Lynx            | Lamborghini Huracán GT3 Evo 2 | G          | Franck Perera         | Matteo Cressoni    | Claudio Schiavoni   |
| 77  | Proton Competition   | Ford Mustang GT3              | G          | Ben Barker            | Zacharie Robichon  | Ryan Hardwick       |
| 78  | Akkodis ASP Team     | Lexus RC F GT3                | G          | Kelvin van der Linde  | Clemens Schmid     | Arnold Robin        |
| 81  | TF Sport             | Chevrolet Corvette Z06 GT3.R  | G          | Charlie Eastwood      | Rui Andrade        | Tom van Rompuy      |
| 82  | TF Sport             | Chevrolet Corvette Z06 GT3.R  | G          | Daniel Juncadella     | Sébastien Baud     | Hiroshi Koizumi     |
| 85  | Iron Dames           | Lamborghini Huracán GT3 Evo 2 | G          | Michelle Gatting      | Rahel Frey         | Sara Bovy           |
| 87  | Akkodis ASP Team     | Lexus RC F GT3                | G          | José María López      | Esteban Masson     | Takeshi Kimura      |
| 88  | Proton Competition   | Ford Mustang GT3              | G          | Dennis Olsen          | Mikkel O. Pedersen | Christian Ried      |
| 91  | Manthey EMA          | Porsche 911 GT3 R (992)       | G          | Richard Lietz         | Morris Schuring    | Yasser Shahin       |
| 92  | Manthey PureRxcing   | Porsche 911 GT3 R (992)       | G          | Klaus Bachler         | Joel Sturm         | Aliaksandr Malykhin |
| 95  | United Autosports    | McLaren 720S GT3 Evo          | G          | Marino Satō           | Nico Pino          | Josh Caygill        |
| 777 | D'Station Racing     | Aston Martin Vantage GT3 Evo  | G          | Marco Sørensen        | Erwan Bastard      | Clément Mateu       |

## Qualifiche
In Grassetto sono segnati i team che hanno raggiunto la Pole position di classe. 
| Pos. | Classe   | #   | Team                      | Qualifica | Hyperpole | Griglia |
| ---- | -------- | --- | ------------------------- | --------- | --------- | ------- |
| 1    | Hypercar | 7   | Toyota Gazoo Racing       | 1:23.426  | 1:23.140  | 1       |
| 2    | Hypercar | 8   | Toyota Gazoo Racing       | 1:23.605  | 1:23.262  | 2       |
| 3    | Hypercar | 5   | Porsche Penske Motorsport | 1:23.263  | 1:23.331  | 3       |
| 4    | Hypercar | 2   | Cadillac Racing           | 1:23.584  | 1:23.396  | 4       |
| 5    | Hypercar | 6   | Porsche Penske Motorsport | 1:23.739  | 1:23.408  | 5       |
| 6    | Hypercar | 50  | Ferrari AF Corse          | 1:23.583  | 1:23.532  | 6       |
| 7    | Hypercar | 12  | Hertz Team Jota           | 1:23.357  | 1:23.639  | 7       |
| 8    | Hypercar | 38  | Hertz Team Jota           | 1:23.634  | 1:23.701  | 8       |
| 9    | Hypercar | 51  | Ferrari AF Corse          | 1:23.581  | 1:23.910  | 9       |
| 10   | Hypercar | 20  | BMW M Team WRT            | 1:23.629  | 1:24.078  | 10      |
| 11   | Hypercar | 36  | Alpine Endurance Team     | 1:23.927  |           | 11      |
| 12   | Hypercar | 99  | Proton Competition        | 1:23.955  |           | 12      |
| 13   | Hypercar | 35  | Alpine Endurance Team     | 1:23.962  |           | 13      |
| 14   | Hypercar | 15  | BMW M Team WRT            | 1:24.055  |           | 14      |
| 15   | Hypercar | 83  | AF Corse                  | 1:24.066  |           | 15      |
| 16   | Hypercar | 94  | Peugeot TotalEnergies     | 1:24.406  |           | 16      |
| 17   | Hypercar | 93  | Peugeot TotalEnergies     | 1:24.445  |           | 17      |
| 18   | Hypercar | 63  | Lamborghini Iron Lynx     | 1:24.554  |           | 18      |
| 19   | Hypercar | 11  | Isotta Fraschini          | 1:24.863  |           | 19      |
| 20   | LMGT3    | 85  | Iron Dames                | 1:35.299  | 1:34.413  | 20      |
| 21   | LMGT3    | 92  | Manthey PureRxcing        | 1:35.462  | 1:34.804  | 21      |
| 22   | LMGT3    | 95  | United Autosports         | 1:35.572  | 1:34.860  | 22      |
| 23   | LMGT3    | 59  | United Autosports         | 1:35.810  | 1:34.911  | 23      |
| 24   | LMGT3    | 91  | Manthey EMA               | 1:36.015  | 1:35.471  | 24      |
| 25   | LMGT3    | 31  | Team WRT                  | 1:36.026  | 1:35.562  | 25      |
| 26   | LMGT3    | 55  | Vista AF Corse            | 1:35.620  | 1:35.656  | 26      |
| 27   | LMGT3    | 81  | TF Sport                  | 1:35.744  | 1:35.931  | 27      |
| 28   | LMGT3    | 27  | Heart of Racing Team      | 1:35.660  | 1:36.211  | 28      |
| 29   | LMGT3    | 54  | Vista AF Corse            | 1:35.877  | No tempo  | 29      |
| 30   | LMGT3    | 77  | Proton Competition        | 1:36.085  |           | 30      |
| 31   | LMGT3    | 46  | Team WRT                  | 1:36.163  |           | 31      |
| 32   | LMGT3    | 82  | TF Sport                  | 1:36.169  |           | 32      |
| 33   | LMGT3    | 777 | D'station Racing          | 1:36.415  |           | 33      |
| 34   | LMGT3    | 87  | Akkodis ASP Team          | 1:36.817  |           | 34      |
| 35   | LMGT3    | 60  | Iron Lynx                 | 1:37.944  |           | 35      |
| 36   | LMGT3    | 88  | Proton Competition        | 1:38.004  |           | 36      |

## Gara
I risultati della corsa sono i seguenti:
| Pos   | Classe   | #   | Team                      | Piloti                                                   | Auto                             | Giri |
| ----- | -------- | --- | ------------------------- | -------------------------------------------------------- | -------------------------------- | ---- |
| 1     | Hypercar | 8   | Toyota Gazoo Racing       | Sébastien Buemi Brendon Hartley Ryo Hirakawa             | Toyota GR010 Hybrid              | 236  |
| 2     | Hypercar | 6   | Porsche Penske Motorsport | Kévin Estre André Lotterer Laurens Vanthoor              | Porsche 963                      | 236  |
| 3     | Hypercar | 5   | Porsche Penske Motorsport | Matt Campbell Michael Christensen Frédéric Makowiecki    | Porsche 963                      | 236  |
| 4     | Hypercar | 7   | Toyota Gazoo Racing       | Mike Conway Kamui Kobayashi Nyck de Vries                | Toyota GR010 Hybrid              | 236  |
| 5     | Hypercar | 51  | Ferrari AF Corse          | James Calado Antonio Giovinazzi Alessandro Pier Guidi    | Ferrari 499P                     | 236  |
| 6     | Hypercar | 50  | Ferrari AF Corse          | Antonio Fuoco Miguel Molina Nicklas Nielsen              | Ferrari 499P                     | 235  |
| 7     | Hypercar | 38  | Hertz Team Jota           | Jenson Button Philip Hanson Oliver Rasmussen             | Porsche 963                      | 235  |
| 8     | Hypercar | 93  | Peugeot TotalEnergies     | Mikkel Jensen Nico Müller Jean-Éric Vergne               | Peugeot 9X8                      | 235  |
| 9     | Hypercar | 15  | BMW M Team WRT            | Raffaele Marciello Dries Vanthoor Marco Wittmann         | BMW M Hybrid V8                  | 235  |
| 10    | Hypercar | 36  | Alpine Endurance Team     | Nicolas Lapierre Mick Schumacher Matthieu Vaxivière      | Alpine A424                      | 234  |
| 11    | Hypercar | 83  | AF Corse                  | Robert Kubica Robert Shwartzman Ye Yifei                 | Ferrari 499P                     | 234  |
| 12    | Hypercar | 35  | Alpine Endurance Team     | Paul-Loup Chatin Ferdinand Habsburg Charles Milesi       | Alpine A424                      | 234  |
| 13    | Hypercar | 2   | Cadillac Racing           | Earl Bamber Alex Lynn                                    | Cadillac V-Series.R              | 234  |
| 14    | Hypercar | 20  | BMW M Team WRT            | Robin Frijns René Rast Sheldon van der Linde             | BMW M Hybrid V8                  | 234  |
| 15    | Hypercar | 99  | Proton Competition        | Julien Andlauer Neel Jani                                | Porsche 963                      | 234  |
| 16    | Hypercar | 94  | Peugeot TotalEnergies     | Paul di Resta Loïc Duval Stoffel Vandoorne               | Peugeot 9X8                      | 234  |
| 17    | Hypercar | 63  | Lamborghini Iron Lynx     | Mirko Bortolotti Daniil Kvyat Edoardo Mortara            | Lamborghini SC63                 | 234  |
| 18    | Hypercar | 12  | Hertz Team Jota           | Callum Ilott Norman Nato Will Stevens                    | Porsche 963                      | 233  |
| 19    | LMGT3    | 92  | Manthey PureRxcing        | Klaus Bachler Alex Malykhin Joel Sturm                   | Porsche 911 GT3 R (992)          | 214  |
| 20    | LMGT3    | 27  | Heart of Racing Team      | Ian James Daniel Mancinelli Alex Riberas                 | Aston Martin Vantage AMR GT3 Evo | 213  |
| 21    | LMGT3    | 95  | United Autosports         | Hiroshi Hamaguchi Nico Pino Marino Sato                  | McLaren 720S GT3 Evo             | 213  |
| 22    | LMGT3    | 59  | United Autosports         | Nicolas Costa James Cottingham Grégoire Saucy            | McLaren 720S GT3 Evo             | 212  |
| 23    | LMGT3    | 46  | Team WRT                  | Ahmad Al Harthy Maxime Martin Valentino Rossi            | BMW M4 GT3                       | 212  |
| 24    | LMGT3    | 55  | Vista AF Corse            | François Hériau Simon Mann Alessio Rovera                | Ferrari 296 GT3                  | 212  |
| 25    | LMGT3    | 77  | Proton Competition        | Ben Barker Ryan Hardwick Zacharie Robichon               | Ford Mustang GT3                 | 212  |
| 26    | LMGT3    | 81  | TF Sport                  | Rui Andrade Charlie Eastwood Tom van Rompuy              | Chevrolet Corvette Z06 GT3.R     | 212  |
| 27    | LMGT3    | 777 | D'station Racing          | Erwan Bastard Clément Mateu Marco Sørensen               | Aston Martin Vantage AMR GT3 Evo | 212  |
| 28    | LMGT3    | 31  | Team WRT                  | Augusto Farfus Sean Gelael Darren Leung                  | BMW M4 GT3                       | 211  |
| 29    | LMGT3    | 87  | Akkodis ASP Team          | Takeshi Kimura José María López Esteban Masson           | Lexus RC F GT3                   | 211  |
| 30    | LMGT3    | 91  | Manthey EMA               | Richard Lietz Morris Schuring Yasser Shahin              | Porsche 911 GT3 R (992)          | 209  |
| 31    | LMGT3    | 88  | Proton Competition        | Dennis Olsen Mikkel O. Pedersen Christian Ried           | Ford Mustang GT3                 | 208  |
| 32    | LMGT3    | 60  | Iron Lynx                 | Matteo Cressoni Franck Perera Claudio Schiavoni          | Lamborghini Huracán GT3 Evo 2    | 208  |
| 33    | LMGT3    | 54  | Vista AF Corse            | Francesco Castellacci Thomas Flohr Davide Rigon          | Ferrari 296 GT3                  | 191  |
| Rit   | Hypercar | 11  | Isotta Fraschini          | Carl Wattana Bennett Antonio Serravalle Jean-Karl Vernay | Isotta Fraschini Tipo 6-C        | 149  |
| Rit   | LMGT3    | 85  | Iron Dames                | Sarah Bovy Rahel Frey Michelle Gatting                   | Lamborghini Huracán GT3 Evo 2    | 139  |
| Rit   | LMGT3    | 82  | TF Sport                  | Sébastien Baud Daniel Juncadella Hiroshi Koizumi         | Chevrolet Corvette Z06 GT3.R     | 133  |
| Note: |          |     |                           |                                                          |                                  |      |